# Pavetta vanwykiana
Pavetta vanwykiana är en måreväxtart som beskrevs av Diane Mary Bridson. Pavetta vanwykiana ingår i släktet Pavetta och familjen måreväxter. Inga underarter finns listade i Catalogue of Life.